# 黄信阳
黄信阳（1962年6月17日—），男，浙江苍南人，中国道士，现任中国道教协会副会长。在东华道观出家，师从黄诚宝道长，是全真教龙门派第二十三代玄裔弟子。

## 生平
1962年6月17日，黄信阳出生于浙江省温州市苍南县钱库镇黄车堡村，幼年，奶奶吃斋悟道的形象给他耳濡目染，而他又因为身子羸弱不能上学，故而在道观里听经听讲道，偶尔抄写道教典籍。
1974年，12岁的黄信阳在东华道观出家，师从黄诚宝道长，道号信阳，是全真教龙门派第二十三代玄裔弟子。
13岁起，黄信阳跟随师傅在燕窠洞修炼，恢复玉燕道观，学习道教经典和道教礼仪。
1983年，21岁的黄信阳在师傅同意之下，远赴北京在中国道教协会道教知识专修班学习，后留在北京白云观。
24岁时，黄信阳被推举为白云观的监院。
1995年，33岁的黄信阳出任河北省道教协会会长和河北省政协常委。
1998年，36岁的黄信阳出任中国道教协会副会长。同年11月，北京白云观举行全真传戒，黄信阳担任保举大师。
2002年9月，黄信阳在辽宁千山五龙宫举行三次全真派传戒，任总理大师。2018年1月，当选第十三届全国政协委员。

## 个人生活

### 慈善事业
黄信阳对慈善事业颇有贡献，他曾把“首届中国道家书画艺术作品展”的219件优秀作品进行义卖，给福利院的康复锻炼和职业培训中心筹集善款130万人民币。
2007年12月31日晚上，在北京京都信苑大酒店举办的“首届中国道家书画艺术作品慈善拍卖会暨新年道家音乐会”上，黄信阳筹集善款27万人民币。
2009年8月20日，黄信阳和刘威代表中国道教协会和中华宗教文化交流协会向台湾八八水灾的受难民众捐善款500万人民币。
黄信阳还在北京市慈善协会设立“弘道济世专项基金”，专门开展慈善事业。

### 动物福利事业
黄信阳曾在两会上多次提交提案，希望禁止活熊取胆，2012年，黄信阳加入它基金的72名人中反对归真堂活取熊胆事件。

### 环保事业
黄信阳曾多次带领道众参加“中国道教生态林”的植树活动。

## 公职

### 已任职务
- 1987年6月，黄信阳出任北京市西城区七届政协委员。[1]
- 1989年4月至2007年，黄信阳历任北京市七届、八届、九届、十届政协委员。[1]
- 2002年至2009年，黄信阳历任全国政协九届、十届、十一届委员。[1]

### 正任职务
- 1998年至今，黄信阳出任第六、七届中国道教协会副会长。[1]
- 1995年至今，黄信阳出任河北省道教协会一届、二届会长。[1]
- 1995年至今，黄信阳历任河北省政协七届委员；八届、九届常委、十届常委。[1]
- 2005年1月15日至今，黄信阳出任北京市道教协会第一届会长。[1]
- 2008年1月至今，黄信阳出任北京市十一届人大代表。[1]

## 作品

### 书籍
- 《道教教理教义》
- 《全真必读》
- 《道教楹联选编》
- 《修道养生真诀》
- 《人生格言》
- 《道教常识问答》
- 《老君说百病百药》

### 录像带
- 《玉皇朝科》
- 《铁贯施食》
- 《罗天大醮》

### 录音带
- 《仙家乐》
- 《白鹤飞》
- 《云中乐》
- 《天尊韵》

## 评价
北京白云观监院升座仪式上曹震阳对黄信阳的赞词说：“龙门玄裔，黄君信阳。道义高尚，品格优良。谦恭和蔼，温存异常。宽宏大量，性柔志刚。不骄不躁，模范众望。 道众推戴，重任堪当。维持教法，祖庭增光。团结一致，道运亨昌。监院升座，欢庆祯祥。合观道众，词赞颂扬。”